# Tom Vanhoudt
Tom Vanhoudt (Diest, 28 juli 1972) is een voormalig tennisspeler uit België, die tussen 1991 en 2005 actief was in het professionele circuit. Hij opereerde voornamelijk op dubbelspeltoernooien. In 1993 won hij het ATP-toernooi van Umag, samen met landgenoot Filip Dewulf.

## Prestatietabel grandslamtoernooien
| Legenda | Legenda                          |
| ------- | -------------------------------- |
| g.t.    | geen toernooi gehouden           |
| l.c.    | lagere categorie                 |
| –       | niet deelgenomen                 |
| G       | uitgeschakeld in de groepsfase   |
| 1R      | uitgeschakeld in de eerste ronde |
| 2R      | uitgeschakeld in de tweede ronde |
| 3R      | uitgeschakeld in de derde ronde  |
| 4R      | uitgeschakeld in de vierde ronde |
| KF      | uitgeschakeld in de kwartfinale  |
| HF      | uitgeschakeld in de halve finale |
| F       | de finale verloren               |
| W       | het toernooi gewonnen            |
| w-v     | winst/verlies-balans             |

### Enkelspel
Tom Vanhoudt heeft in het enkelspel niet deelgenomen aan grandslamtoernooien.

### Mannendubbelspel
| Toernooi        | 1997 | 1998 | 1999 | 2000 | 2001 | 2002 | 2003 | 2004 | 2005 |
| --------------- | ---- | ---- | ---- | ---- | ---- | ---- | ---- | ---- | ---- |
| Australian Open | –    | 2R   | –    | KF   | 3R   | 1R   | 1R   | 1R   | 1R   |
| Roland Garros   | 1R   | 2R   | 1R   | 1R   | 1R   | 2R   | 3R   | 2R   | 1R   |
| Wimbledon       | –    | 2R   | 1R   | 1R   | KF   | 1R   | 2R   | 1R   | 1R   |
| US Open         | 2R   | –    | 2R   | 2R   | 1R   | 3R   | 2R   | 1R   | 1R   |

### Gemengd dubbelspel
| Toernooi        | 1998 | 1999 | 2000 | 2001 | 2002 | 2003 | 2004 |
| --------------- | ---- | ---- | ---- | ---- | ---- | ---- | ---- |
| Australian Open | –    | –    | –    | 1R   | 1R   | –    | –    |
| Roland Garros   | 1R   | 2R   | 1R   | –    | –    | –    | 1R   |
| Wimbledon       | 2R   | 1R   | 3R   | 3R   | 1R   | 1R   | 1R   |
| US Open         | –    | –    | –    | 1R   | –    | –    | –    |

## Palmares
| Legenda                       |
| ----------------------------- |
| Grand Slam                    |
| Olympische Spelen             |
| Tennis Masters Cup            |
| ATP Masters Series            |
| ATP International Series Gold |
| ATP International Series      |

### Dubbelspel
| nr.                               | finaledatum       | toernooi     | ondergrond | partner          | tegenstanders                | score         |         |
| --------------------------------- | ----------------- | ------------ | ---------- | ---------------- | ---------------------------- | ------------- | ------- |
| Gewonnen finales                  |                   |              |            |                  |                              |               |         |
| 1.                                | 1993-08-29        | ATP Umag     | gravel     | Filip Dewulf     | Jordi Arrese Francisco Roig  | 6-4, 7-5      | details |
| Verloren finales                  |                   |              |            |                  |                              |               |         |
| 1.                                | 2001-02-04        | ATP Milaan   | tapijt (i) | Johan Landsberg  | Paul Haarhuis Sjeng Schalken | 6-7, 6-7      | details |
| Gewonnen challengers heren dubbel |                   |              |            |                  |                              |               |         |
| 1.                                | 23 augustus 1992  | Geneve       |            |                  |                              |               |         |
| 2.                                | 20 september 1992 | Casablanca   |            |                  |                              |               |         |
| 3.                                | 22 augustus 1993  | Graz         | Gravel     | Filip Dewulf     | Jordi Arrese Francisco Roig  | 6-7, 6-2, 6-3 |         |
| 4.                                | 19 september 1993 | Boedapest    |            |                  |                              |               |         |
| 5.                                | 26 mei 1996       | Boedapest    |            |                  |                              |               |         |
| 6.                                | 9 juni 1996       | Szczecin     |            |                  |                              |               |         |
| 7.                                | 29 september 1996 | Sevilla      |            |                  |                              |               |         |
| 8.                                | 6 april 1997      | Barletta     |            |                  |                              |               |         |
| 9.                                | 13 april 1997     | Napels       |            |                  |                              |               |         |
| 10.                               | 25 mei 1997       | Boedapest    |            |                  |                              |               |         |
| 11.                               | 6 juli 1997       | Ulm          |            |                  |                              |               |         |
| 12.                               | 20 juli 1997      | Scheveningen |            |                  |                              |               |         |
| 13.                               | 27 juli 1997      | Oostende     |            |                  |                              |               |         |
| 14.                               | 17 augustus 1997  | Graz         | Gravel     | Lucas Arnold Ker | Alberto Martín Albert Portas | 6-1, 6-2      |         |
| 15.                               | 14 februari 1999  | Lucknow      |            |                  |                              |               |         |
| 16.                               | 9 mei 1999        | Ljubljana    |            |                  |                              |               |         |
| 17.                               | 18 juli 1999      | Graz         | Gravel     | Nuno Marques     | Albert Portas German Puentes | 6-2, 6-2      |         |